# Amblyonychus trapezoidalis
Amblyonychus trapezoidalis là một loài ruồi trong họ Asilidae. Amblyonychus trapezoidalis được Bellardi miêu tả năm 1861.